# Zlatý míč 1998
Zlatý míč, cenu pro nejlepšího fotbalistu dle mezinárodního panelu sportovních novinářů, v roce 1998 získal francouzský fotbalista Zinédine Zidane z Juventusu Turín. Šlo o 43. ročník ankety, organizoval ho časopis France Football a výsledky určili sportovní publicisté z 51 zemí Evropy.

## Pořadí
| Pořadí | Jméno                | Klub                      | Země                 | Body |
| ------ | -------------------- | ------------------------- | -------------------- | ---- |
| 1      | Zinédine Zidane      | Juventus                  | Francie              | 244  |
| 2      | Davor Šuker          | Real Madrid               | Chorvatsko           | 68   |
| 3      | Ronaldo              | Inter Milán               | Brazílie             | 66   |
| 4      | Michael Owen         | Liverpool                 | Anglie               | 51   |
| 5      | Rivaldo              | Barcelona                 | Brazílie             | 45   |
| 6      | Gabriel Batistuta    | Fiorentina                | Argentina · Itálie   | 43   |
| 7      | Lilian Thuram        | Parma                     | Francie              | 36   |
| 8      | Edgar Davids         | Juventus                  | Nizozemsko · Surinam | 28   |
| 8      | Dennis Bergkamp      | Arsenal                   | Nizozemsko           | 28   |
| 10     | Marcel Desailly      | AC Milán Chelsea          | Francie · Ghana      | 19   |
| 11     | Frank de Boer        | Ajax                      | Nizozemsko           | 17   |
| 12     | Emmanuel Petit       | Arsenal                   | Francie              | 16   |
| 13     | Roberto Carlos       | Real Madrid               | Brazílie             | 13   |
| 14     | Laurent Blanc        | Marseille                 | Francie              | 11   |
| 14     | Fabien Barthez       | Monako                    | Francie              | 11   |
| 16     | Alessandro Del Piero | Juventus                  | Itálie               | 10   |
| 16     | Predrag Mijatović    | Real Madrid               | Jugoslávie           | 10   |
| 18     | Didier Deschamps     | Juventus                  | Francie              | 9    |
| 18     | Oliver Bierhoff      | Udinese AC Milán          | Německo              | 9    |
| 20     | Michael Laudrup      | Ajax                      | Dánsko               | 6    |
| 21     | Ronald de Boer       | Ajax                      | Nizozemsko           | 4    |
| 21     | Raúl                 | Real Madrid               | Španělsko            | 4    |
| 23     | Brian Laudrup        | Rangers Chelsea           | Dánsko               | 3    |
| 23     | Clarence Seedorf     | Real Madrid               | Nizozemsko · Surinam | 3    |
| 23     | Marc Overmars        | Arsenal                   | Nizozemsko           | 3    |
| 26     | Christian Vieri      | Atlético Madrid Lazio Řím | Itálie · Austrálie   | 2    |
| 26     | Fernando Hierro      | Real Madrid               | Španělsko            | 2    |
| 28     | David Beckham        | Manchester United         | Anglie               | 1    |
| 28     | Luis Enrique         | Barcelona                 | Španělsko            | 1    |
| 28     | Bixente Lizarazu     | Bayern Mnichov            | Francie              | 1    |
| 28     | Nikos Machlas        | Vitesse Arnhem            | Řecko                | 1    |

Tito hráči byli rovněž nominováni, ale nedostali žádný hlas: Tony Adams, Roberto Baggio, Zvonimir Boban, Fabio Cannavaro, Denílson, Tore André Flo, Adrian Ilie, Filippo Inzaghi, Robert Jarni, Hidetoši Nakata, Pavel Nedvěd, Sunday Oliseh, Ariel Ortega, Gianluca Pagliuca, Marcelo Salas, David Seaman, Andrij Ševčenko, Juan Sebastián Verón a Iván Zamorano.